# Legge di conservazione della carica elettrica
La conservazione della carica elettrica è una legge fisica, che è rappresentata in forma canonica come una particolare equazione di continuità valida per la carica elettrica. 
La legge afferma che il flusso della densità di corrente elettrica attraverso una qualunque superficie chiusa è pari alla variazione della carica elettrica situata nel volume racchiuso dalla superficie.
La legge fu intuita nel 1750 da Benjamin Franklin. Essa è affine alla Legge di conservazione dell'energia.

## La legge
La legge di conservazione per la carica elettrica in forma differenziale è l'equazione di continuità:
{\displaystyle {\frac {\partial \rho }{\partial t}}+\nabla \cdot \mathbf {J} =0}
dove {\displaystyle \mathbf {J} =\rho \mathbf {v} } è la densità di corrente elettrica, con {\displaystyle \rho } la densità di carica e {\displaystyle \mathbf {v} } la velocità di deriva.
Dopo avere integrato in un volume ed essersi serviti del teorema della divergenza si ottiene la forma integrale:
{\displaystyle {\frac {\mathrm {d} }{\mathrm {d} t}}\int _{V}\rho \operatorname {d} \!r^{3}+\oint _{\partial V}\mathbf {J} \cdot \operatorname {d} \!\mathbf {S} =0}
che può essere scritta come:
{\displaystyle {\frac {\mathrm {d} Q}{\mathrm {d} t}}+I=0}
dove {\displaystyle Q} è la carica elettrica contenuta nel volume di integrazione e {\displaystyle I} è la corrente elettrica netta uscente dalla superficie che lo delimita. Per dimostrare l'equazione di continuità in forma indefinita si utilizza il teorema del trasporto di Reynolds, con il quale si può scrivere:
{\displaystyle {\frac {\mathrm {d} }{\mathrm {d} t}}\int _{V}\rho \operatorname {d} \!V=0}
ovvero:
{\displaystyle {\frac {\mathrm {d} Q}{\mathrm {d} t}}=0}

## La legge di conservazione e le equazioni di Maxwell
L'equazione di continuità può essere derivata dalle equazioni di Maxwell applicando l'operatore divergenza alla quarta:
{\displaystyle \mathbf {\nabla } \cdot \mathbf {\nabla } \times \mathbf {B} =\mu _{0}\cdot \left(\mathbf {\nabla } \cdot \mathbf {J} +{\frac {\partial \mathbf {\nabla } \cdot \mathbf {D} }{\partial t}}\right)}
e sostituendo al suo interno la prima:
{\displaystyle \mathbf {\nabla } \cdot \mathbf {D} =\rho }
Si deve notare che la relazione {\displaystyle \nabla \times \mathbf {B} =\mu _{0}\mathbf {J} } vale solamente nel caso stazionario, come si mostra applicando la divergenza ad entrambi i membri. Per il primo si ha {\displaystyle \nabla \cdot (\nabla \times \mathbf {B} )=0}, e quindi si deve verificare che anche {\displaystyle \nabla \cdot \mathbf {J} } sia nulla. Tuttavia l'equazione di continuità per la corrente elettrica impone che {\displaystyle \nabla \cdot \mathbf {J} } sia nulla solo quando {\displaystyle \partial \rho /\partial t=0}, cioè solo nel caso stazionario.
L'estensione della legge di Ampère al caso non stazionario, dovuta a Maxwell, è un risultato fondamentale per il successivo sviluppo dell'elettrodinamica poiché mostra come un campo elettrico variabile nel tempo sia sorgente di un campo magnetico.
Inserendo la prima legge di Maxwell nell'equazione di continuità si ottiene:
{\displaystyle \nabla \cdot \mathbf {J} +{\frac {\partial \rho }{\partial t}}=\nabla \cdot \left(\mathbf {J} +\varepsilon _{0}{\frac {\partial \mathbf {E} }{\partial t}}\right)}
dove il termine:
{\displaystyle \mathbf {J} _{s}=\varepsilon _{0}{\frac {\partial \mathbf {E} }{\partial t}}}
è la densità di corrente di spostamento, e si somma alla densità di corrente nel caso non stazionario.
Inserendo la densità di corrente generalizzata così ottenuta nella legge di Ampère:
{\displaystyle \mathbf {\nabla \times B} =\mu _{0}\left(\mathbf {J} +\varepsilon _{0}{\frac {\partial \mathbf {E} }{\partial t}}\right)}
si ottiene la quarta equazione di Maxwell nel vuoto. Tale espressione mostra come la variazione temporale di un campo elettrico sia sorgente di un campo magnetico.

## Notazione relativistica
L'equazione di continuità può essere scritta in maniera molto semplice e compatta utilizzando la notazione relativistica. Si definisce a tal fine la quadricorrente {\displaystyle J^{\mu }=\rho (c,\mathbf {v} )}, un quadrivettore la cui componente temporale è la densità di carica e quella spaziale è il vettore densità di corrente.
In questo modo l'equazione di continuità diventa:
{\displaystyle \partial _{\mu }J^{\mu }=0}

## Relazione con l'invarianza di gauge
La conservazione della carica può essere interpretata come conseguenza di una simmetria in base al teorema di Noether, un risultato fondamentale della fisica teorica che afferma che ogni legge di conservazione è associata a una simmetria del sistema fisico. La simmetria che è associata alla conservazione della carica è l'invarianza di gauge del campo elettromagnetico. Questa è collegata al fatto che campo elettrico e magnetico non varino aggiungendo o sottraendo un valore costante al potenziale elettrostatico {\displaystyle \phi }. In realtà la simmetria completa è più complicata, e coinvolge anche il potenziale vettore {\displaystyle \mathbf {A} }. L'enunciato completo dell'invarianza di gauge è che la fisica di un campo elettromagnetico rimane invariata se ai potenziali scalare e vettore viene aggiunto un gradiente di un campo scalare arbitrario{\displaystyle \chi }:
{\displaystyle \phi '=\phi -{\frac {\partial \chi }{\partial t}}\qquad \qquad \mathbf {A} '=\mathbf {A} +\nabla \chi .}
In meccanica quantistica il campo scalare è equivalente a un cambiamento di fase nella funzione d'onda della particella carica:
{\displaystyle \psi '=e^{i\chi }\psi }
per cui l'invarianza di gauge è equivalente al fatto che il cambio di fase di una funzione d'onda non sia un osservabile, e che solo variazioni del modulo della funzione d'onda portino a cambiamenti della funzione di probabilità {\displaystyle |\psi |^{2}}. Questo è il motivo teorico fondamentale all'origine della conservazione della carica.
L'invarianza di gauge è una proprietà molto importante, e ben consolidata, del campo elettromagnetico, e ha molte conseguenze verificabili. La giustificazione teorica della conservazione della carica è fortemente sostenuta dall'essere collegata a tale simmetria. Ad esempio, l'invarianza di gauge globale richiede anche che il fotone sia privo di massa, e la forte evidenza sperimentale che il fotone abbia massa nulla è un'importante evidenza che la carica sia conservata.